# Tenedos eduardoi
Tenedos eduardoi is een spinnensoort in de taxonomische indeling van de mierenjagers (Zodariidae).
Het dier behoort tot het geslacht Tenedos. De wetenschappelijke naam van de soort werd voor het eerst geldig gepubliceerd in 1925 door Cândido Firmino de Mello-Leitão.